# Aeroportul Internațional Sulaimaniyah
Aeroportul Internațional Sulaimaniyah (IATA: ISU, ICAO: ORSU) este un aeroport din Sulaymaniyya, Irak ce deservește zona As Sulaymaniyah. Aeroportul a fost tranzitat în 2015 de 574.654 de pasageri. A fost deschis în 21 iulie 2006.
Situat la o altitudine de 760 m, aeroportul dispune de o singură pistă. Este operat de Kurdistanul Irakian.